# Danh sách nhân vật của Pixar
Đây là danh sách các nhân vật của Disney/Pixar được xếp theo thứ tự bảng chữ cái, trong các bộ phim hoạt hình dài và ngắn của xưởng phim Pixar Animation Studios, một công ty con của The Walt Disney Company từ năm 2006.
| Nhân vật                   | Lồng tiếng                              | Phim                 |
| -------------------------- | --------------------------------------- | -------------------- |
| Abominable Snowman         | John Ratzenberger                       | Công ty Quái vật     |
| Acer                       | Peter Jacobson                          | Vương quốc xe hơi    |
| Al McWhiggin               | Wayne Knight                            | Câu chuyện đồ chơi 2 |
| Alfredo Linguini           | Lou Romano                              | Chú chuột đầu bếp    |
| Anchor                     | Eric Bana                               | Đi tìm Nemo          |
| Andy Davis                 | John Morris                             | Câu chuyện đồ chơi   |
| Andy's Mom                 | Laurie Metcalf                          | Câu chuyện đồ chơi   |
| Anton Ego                  | Peter O'Toole                           | Chú chuột đầu bếp    |
| Art                        | Charlie Day                             | Monsters University  |
| AugUSte GUSteau            | Brad Garrett                            | Chú chuột đầu bếp    |
| Auto                       | MacInTalk                               | Robốt biết yêu       |
| Barbie                     | Jodi Benson                             | Câu chuyện đồ chơi 2 |
| Bernie Kropp               | Lou Romano                              | Gia đình siêu nhân   |
| Bloat                      | Brad Garrett                            | Đi tìm Nemo          |
| Bo Peep                    | Annie Potts                             | Câu chuyện đồ chơi   |
| Bomb Voyage                | Dominique Louis                         | Gia đình siêu nhân   |
| Boo                        | Mary Gibbs                              | Công ty Quái vật     |
| Brent MUStangburger        | Brent MUSburger                         | Vương quốc xe hơi    |
| Brock Pearson              | Tyler Labine                            | Monsters University  |
| Bruce                      | Barry Humphries                         | Đi tìm Nemo          |
| Bubbles                    | Stephen Root                            | Đi tìm Nemo          |
| Bullseye                   | Frank Welker (tiếng ngựa)               | Câu chuyện đồ chơi 2 |
| Buttercup                  | Jeff Garlin                             | Câu chuyện đồ chơi 3 |
| Buzz Lightyear             | Tim Allen                               | Câu chuyện đồ chơi   |
| Captain B. McCrea          | Jeff Garlin                             | Robốt biết yêu       |
| Carl Fredricksen           | Edward Asner                            | Vút bay              |
| Carrie Williams            | Beth Behrs                              | Monsters University  |
| Celia Mae                  | Jennifer Tilly                          | Công ty Quái vật     |
| Charles F. Muntz           | Christopher Plummer                     | Vút bay              |
| Charlie                    | Phil Proctor                            | Công ty Quái vật     |
| Chatter Telephone          | Teddy Newton                            | Câu chuyện đồ chơi 3 |
| Chet Alexander             | Bobby Moynihan                          | Monsters University  |
| Chick Hicks                | Michael Keaton                          | Vương quốc xe hơi    |
| Chuckles the Clown         | Bud Luckey                              | Câu chuyện đồ chơi 3 |
| Chunk                      | Jack Angel                              | Câu chuyện đồ chơi 3 |
| Chum                       | Bruce Spence                            | Đi tìm Nemo          |
| Claire Wheeler             | Aubrey Plaza                            | Monsters University  |
| Collette Tatou             | Janeane Garofalo                        | Chú chuột đầu bếp    |
| Coral                      | Elizabeth Perkins                       | Đi tìm Nemo          |
| Crabby the Boat            | Sig Hansen                              | Vương quốc xe hơi    |
| Crow, The                  | Steve Purcell                           | Công chúa tóc xù     |
| CrUSh                      | Andrew Stanton                          | Đi tìm Nemo          |
| Darla Sherman              | Lulu Ebeling                            | Đi tìm Nemo          |
| Darrell Cartrip            | Darrell Waltrip                         | Vương quốc xe hơi    |
| Dash Parr                  | Spencer Fox                             | Gia đình siêu nhân   |
| David Hobbscap             | David Hobbs                             | Vương quốc xe hơi    |
| Dean Hardscrabble          | Helen Mirren                            | Monsters University  |
| Deb (and Flo)              | Vicki Lewis                             | Đi tìm Nemo          |
| Dim                        | Brad Garrett                            | Đời con bọ           |
| Django                     | Brian Dennehy                           | Chú chuột đầu bếp    |
| Doc Hudson                 | Paul Newman                             | Vương quốc xe hơi    |
| Dolly                      | Bonnie Hunt                             | Câu chuyện đồ chơi 3 |
| Don Carlton                | Joel Murray                             | Monsters University  |
| Dory                       | Ellen DeGeneres                         | Đi tìm Nemo          |
| Dr. Flora                  | Edie McClurg                            | Đời con bọ           |
| Dug                        | Bob Peterson                            | Vút bay              |
| Edna Mode                  | Brad Bird                               | Gia đình siêu nhân   |
| Elastigirl/Helen Parr      | Holly Hunter                            | Gia đình siêu nhân   |
| Elinor                     | Emma Thompson                           | Công chúa tóc xù     |
| Ellie Fredricksen          | Elizabeth (Elie) Docter                 | Vút bay              |
| Emile                      | Peter Sohn                              | Chú chuột đầu bếp    |
| Emperor Zurg               | Andrew Stanton                          | Câu chuyện đồ chơi 2 |
| EVE                        | Elissa Knight                           | Robốt biết yêu       |
| Fillmore                   | Lloyd Sherr George Carlin               | Vương quốc xe hơi    |
| Finn McMissile             | Michael Caine                           | Vương quốc xe hơi    |
| Flik                       | Dave Foley                              | Đời con bọ           |
| Flo                        | Jenifer Lewis                           | Vương quốc xe hơi    |
| Francesco Bernoulli        | John Turturro                           | Vương quốc xe hơi    |
| Francis                    | Denis Leary                             | Đời con bọ           |
| Fred                       | Andrew Stanton                          | Vương quốc xe hơi    |
| "Frightening" Frank McCay  | John Krasinski                          | Monsters University  |
| Frozone/LuciUS Best        | Samuel L. Jackson                       | Gia đình siêu nhân   |
| FungUS                     | Frank Oz                                | Công ty Quái vật     |
| George Sanderson           | Sam Black                               | Công ty Quái vật     |
| Geri the Cleaner           | Jonathan Harris Bob Peterson            | Geri's Game          |
| Gilbert Huph               | Wallace Shawn                           | Gia đình siêu nhân   |
| Gill                       | Willem Dafoe                            | Đi tìm Nemo          |
| Gordon                     | John Ratzenberger                       | Công chúa tóc xù     |
| Grem                       | Joe Mantegna                            | Vương quốc xe hơi    |
| Guido                      | Guido Quaroni                           | Vương quốc xe hơi    |
| Gurgle                     | AUStin Pendleton                        | Đi tìm Nemo          |
| Gypsy                      | Madeline Kahn                           | Đời con bọ           |
| Hal                        | Không có                                | Robốt biết yêu       |
| Hamm                       | John Ratzenberger                       | Câu chuyện đồ chơi   |
| Hannah Phillips            | Sarah Freeman                           | Câu chuyện đồ chơi   |
| Harv                       | Jeremy Piven (Mỹ) Jeremy Clarkson (Anh) | Vương quốc xe hơi    |
| Heimlich                   | Joe Ranft                               | Đời con bọ           |
| Henry J. Waternoose III    | James Coburn                            | Công ty Quái vật     |
| Holley Shiftwell           | Emily Mortimer                          | Vương quốc xe hơi    |
| Hopper                     | Kevin Spacey                            | Đời con bọ           |
| Jack-Jack Parr             | Eli Fucile Maeve Andrews                | Gia đình siêu nhân   |
| Jacques                    | Joe Ranft                               | Đi tìm Nemo          |
| James P. Sullivan          | John Goodman                            | Công ty Quái vật     |
| Jeff Gorvette              | Jeff Gordon                             | Vương quốc xe hơi    |
| Jerry                      | Steve SUSskind                          | Công ty Quái vật     |
| Jerry Recycled Batteries   | Joe Ranft                               | Vương quốc xe hơi    |
| Jessie                     | Joan CUSack                             | Câu chuyện đồ chơi 2 |
| John                       | John Ratzenberger                       | Robốt biết yêu       |
| John Lassetire             | John Lasseter                           | Vương quốc xe hơi    |
| Johnny Worthington         | Nathan Fillion                          | Monsters University  |
| Karen Graves               | Bonnie Hunt                             | Monsters University  |
| Kari McKeen                | Bret Parker                             | Gia đình siêu nhân   |
| Ken                        | Michael Keaton                          | Câu chuyện đồ chơi 3 |
| Kevin                      | Pete Docter                             | Vút bay              |
| King FergUS                | Billy Connolly                          | Công chúa tóc xù     |
| Lenny                      | Joe Ranft                               | Câu chuyện đồ chơi   |
| Lewis Hamilton             | Lewis Hamilton                          | Vương quốc xe hơi    |
| Lightning McQueen          | Owen Wilson                             | Vương quốc xe hơi    |
| Lizzie                     | Katherine Helmond                       | Vương quốc xe hơi    |
| Lord MacGuffin             | Kevin McKidd                            | Công chúa tóc xù     |
| Lord Macintosh             | Craig FergUSon                          | Công chúa tóc xù     |
| Lord Dingwall              | Robbie Coltrane                         | Công chúa tóc xù     |
| Lots-O'-Huggin' Bear       | Ned Beatty                              | Câu chuyện đồ chơi 3 |
| Luigi                      | Tony Shalhoub                           | Vương quốc xe hơi    |
| Luxo Jr.                   | Không có                                | Luxo Jr.             |
| Mack                       | John Ratzenberger                       | Vương quốc xe hơi    |
| Mama Topolino              | Vanessa Redgrave                        | Vương quốc xe hơi    |
| Manny                      | Jonathan Harris                         | Đời con bọ           |
| Marlin                     | Albert Brooks                           | Đi tìm Nemo          |
| Martin                     | Patrick Doyle                           | Công chúa tóc xù     |
| Mary                       | Kathy Najimy                            | Robốt biết yêu       |
| Mater                      | Larry the Cable Guy                     | Vương quốc xe hơi    |
| Maudie                     | Sally Kinghorn Eilidh Fraser            | Công chúa tóc xù     |
| Merida                     | Kelly Macdonald                         | Công chúa tóc xù     |
| Mike Wazowski              | Billy Crystal                           | Công ty Quái vật     |
| Miles Axlerod              | Eddie Izzard                            | Vương quốc xe hơi    |
| Minny                      | Edie McClurg                            | Vương quốc xe hơi    |
| Mirage                     | Elizabeth Peña                          | Gia đình siêu nhân   |
| M-O                        | Ben Burtt                               | Robốt biết yêu       |
| Molly Davis                | Hannah Unkrich Beatrice Miller          | Câu chuyện đồ chơi   |
| Molt                       | Richard Kind                            | Đời con bọ           |
| Moonfish, School of        | John Ratzenberger                       | Đi tìm Nemo          |
| Mr. Bile                   | Jeff Pidgeon                            | Công ty Quái vật     |
| Mr. Incredible/Robert Parr | Craig T. Nelson                         | Gia đình siêu nhân   |
| Mr. Potato Head            | Don Rickles                             | Câu chuyện đồ chơi   |
| Mr. Pricklepants           | Timothy Dalton                          | Câu chuyện đồ chơi 3 |
| Mr. Ray                    | Bob Peterson                            | Đi tìm Nemo          |
| Mr. Shark                  | Jack Angel                              | Câu chuyện đồ chơi   |
| Mr. Soil                   | Roddy McDowall                          | Đời con bọ           |
| Mrs. Potato Head           | Estelle Harris                          | Câu chuyện đồ chơi 2 |
| Ms. Flint                  | Bonnie Hunt                             | Công ty Quái vật     |
| Ms. Squibbles              | Julia Sweeney                           | Monsters University  |
| MUStafa                    | John Ratzenberger                       | Chú chuột đầu bếp    |
| Needleman and Smitty       | Dan Gerson                              | Công ty Quái vật     |
| Nemo                       | Alexander Gould                         | Đi tìm Nemo          |
| Nigel                      | Geoffrey RUSh                           | Đi tìm Nemo          |
| Otis                       | Jeff Garlin                             | Vương quốc xe hơi    |
| P.T. Flea                  | John Ratzenberger                       | Đời con bọ           |
| Peach                      | Allison Janney                          | Đi tìm Nemo          |
| Princess Atta              | Julia Louis-DreyfUS                     | Đời con bọ           |
| Princess Dot               | Hayden Panettiere                       | Đời con bọ           |
| Professor Knight           | Alfred Molina                           | Monsters University  |
| Professor Zündapp          | Thomas Kretschmann                      | Vương quốc xe hơi    |
| Queen, The                 | Phyllis Diller                          | Đời con bọ           |
| The Queen of England       | Vanessa Redgrave                        | Vương quốc xe hơi    |
| Ramone                     | Cheech Marin                            | Vương quốc xe hơi    |
| Randall Boggs              | Steve BUScemi                           | Công ty Quái vật     |
| RC                         | Không có                                | Câu chuyện đồ chơi   |
| Red                        | Không có Joe Ranft                      | Vương quốc xe hơi    |
| Remy                       | Patton Oswalt                           | Chú chuột đầu bếp    |
| Rex the Dinosaur           | Wallace Shawn                           | Câu chuyện đồ chơi   |
| Rick Dicker                | Bud Luckey                              | Gia đình siêu nhân   |
| Rod "Torque" Redline       | Bruce Campbell                          | Vương quốc xe hơi    |
| Rosie                      | Bonnie Hunt                             | Đời con bọ           |
| Roz                        | Bob Peterson                            | Công ty Quái vật     |
| RUSsell                    | Jordan Nagai                            | Vút bay              |
| Sally Carrera              | Bonnie Hunt                             | Vương quốc xe hơi    |
| Sarge                      | Paul Dooley                             | Vương quốc xe hơi    |
| Sarge                      | R. Lee Ermey                            | Câu chuyện đồ chơi   |
| Scott "Squishy" Squibbles  | Peter Sohn                              | Monsters University  |
| Sheriff                    | Michael Wallis                          | Vương quốc xe hơi    |
| Sheriff Woody              | Tom Hanks                               | Câu chuyện đồ chơi   |
| Sid Phillips               | Erik von Detten                         | Câu chuyện đồ chơi   |
| Siddeley                   | Jason Isaacs                            | Vương quốc xe hơi    |
| Skinner                    | Ian Holm                                | Chú chuột đầu bếp    |
| Slim                       | David Hyde Pierce                       | Đời con bọ           |
| Slinky Dog                 | Jim Varney Blake Clark                  | Câu chuyện đồ chơi   |
| Squeeze Toy Aliens         | Debi Derryberry Jeff Pidgeon            | Toy Story            |
| Squirt                     | Nicholas Bird                           | Đi tìm Nemo          |
| Stinky Pete the Prospector | Kelsey Grammer                          | Câu chuyện đồ chơi 2 |
| Stretch                    | Whoopi Goldberg                         | Câu chuyện đồ chơi 3 |
| Strip Weathers             | Richard Petty                           | Vương quốc xe hơi    |
| Syndrome/Buddy Pine        | Jason Lee                               | Gia đình siêu nhân   |
| Terri Perry                | Sean Hayes                              | Monsters University  |
| Terry Perry                | Dave Foley                              | Monsters University  |
| Tom                        | John Ratzenberger                       | Vút bay              |
| Tomber                     | Michel Michelis                         | Vương quốc xe hơi    |
| Tony                       | Guido Quaroni                           | Công ty Quái vật     |
| Tony Rydinger              | Michael Bird                            | Gia đình siêu nhân   |
| Tony Trihull               | Lloyd Sherr                             | Vương quốc xe hơi    |
| Tour Guide Barbie          | Jodi Benson                             | Câu chuyện đồ chơi 2 |
| Trixie                     | Kristen Schaal                          | Câu chuyện đồ chơi 3 |
| Tuck and Roll              | Michael McShane                         | Đời con bọ           |
| Twitch                     | John Cygan                              | Câu chuyện đồ chơi 3 |
| Uncle Topolino             | Franco Nero                             | Vương quốc xe hơi    |
| Underminer, The            | John Ratzenberger                       | Gia đình siêu nhân   |
| Van                        | Richard Kind                            | Vương quốc xe hơi    |
| Violet Parr                | Sarah Vowell                            | Gia đình siêu nhân   |
| WALL-E                     | Ben Burtt                               | Robốt biết yêu       |
| Wee Dingwall               | Callum O'Neill                          | Công chúa tóc xù     |
| Wheezy the Penguin         | Joe Ranft                               | Câu chuyện đồ chơi 2 |
| Witch, The                 | Julie Walters                           | Công chúa tóc xù     |
| Young Andy                 | Charlie Bright                          | Câu chuyện đồ chơi 3 |
| Young MacGuffin            | Kevin McKidd                            | Công chúa tóc xù     |
| Young Macintosh            | Steven Cree                             | Công chúa tóc xù     |
| Young Merida               | Peigi Barker                            | Công chúa tóc xù     |